# Yining
Yining (en chino, 伊宁市; pinyin, Yīníng shì) también conocida por su nombre uigur de   Gulja (en uigur: غۇلجا, romanizado: Ghulja; en chino, 固勒扎; pinyin, Gùlzhā) es un municipio bajo la administración directa de la Prefectura Yili en la Región autónoma de Sinkiang, República Popular China. Su área es de 644 km² y su población total para 2010 superó los 500 mil habitantes.

## Administración
Desde junio de 2023, el municipio Yining se divide en 17 pueblos que se administran en 8 subdistritos, 4 poblados y 5 villas.

## Toponimia
Gulja
En el siglo XIX y principios del XX, la palabra Kuldja (del ruso: Кульджа) o Gulja se usaba a menudo en Rusia y en Occidente como el nombre de toda la parte china de la cuenca del río Ili, así como de sus dos ciudades principales. El uso de la Encyclopædia Britannica de 1911 es bastante característico; define a Kulja como un "territorio en el noroeste de China" delimitado por la frontera rusa y las montañas que rodean la cuenca del Ili.
Yining
En el año 27 del reinado de Qianlong (1762), se construyó la ciudad Ningyuan (宁远). Fue una de las nueve ciudades del río Yili durante la dinastía Qing. En el tercer año de la República de China (1914), pasó a llamarse condado de Yining por los primeros caracteres de los dos nombres de lugares, Yili (el río) y Ningyuan (la ciudad), de ahí su nombre.

## Historia

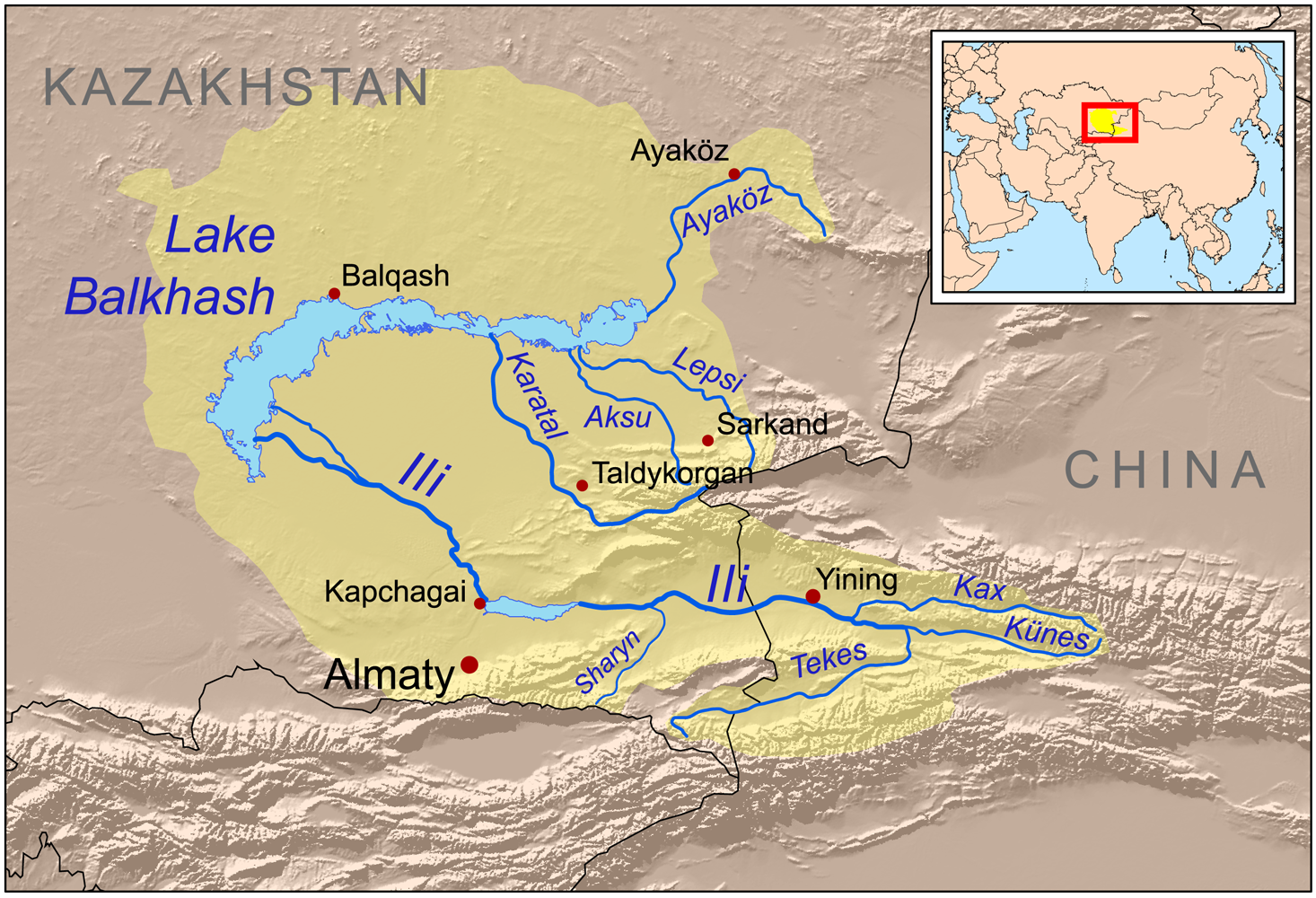
Mapa del río Ili en el que está Gulja/Yining a la orilla derecha de su curso alto

En 1851 se firmó en Gulja el llamado Tratado de Kuldja entre China y Rusia, que abrió a la región de Ili el comercio con Rusia. El tratado de Pekín de 1860 dio a Rusia y Gran Bretaña el derecho de abrir consulados en Kuldja. En 1862 los dungans (Dungans: es un término usado en los territorios de la antigua Unión Soviética para referirse a un pueblo musulmán de origen chino) de Chen-si (Shaanxi) se sublevaron y la revuelta se extendió a kansui (Gansu) y otros lugares y llegó a Kuldja en 1863. Después de algunas luchas los rebeldes ocuparon la nueva Kuldja que quedó arrasada en 1865 (sólo un par de casas quedaron en pie). El consulado ruso y la factoría comercial quedaron destruidas. Entonces los dungans y Taranco (turcos) empezaron a combatir entre ellos y en 1867 el poder quedó en manos de un Taranco que se titulaba sultán y llevaba el nombre de Ala Khan o Abu. Las matanzas de los Taranco sobre sus rivales provocaron la huida de cinco mil dungans hacia el oeste y se refugiaron en territorio ruso. El mismo 1867 Yakub Beg establecía su autoridad en Kaixgària en la parte meridional del Turquestán Chino. Yakub Beg, considerado enemigo de Rusia, recibió dos misiones británicas procedentes de la India. En 1871 la región del Ili superior y la ciudad de Kuldja fueron ocupadas por Rusia y el jefe local Ala Khan deportado a Rusia con una pensión del estado, la ocupación debía durar durante el período en que Yakub Beg fue independiente a Kashgar y Dzungaria que Rusia suponía que sería para siempre, pero derrotado Yakub Beg en 1876 y muerto en 1877 su estado se hundió y Rusia (tras más de dos años de negociaciones con el tratado de lívida de 1879 que fue letra muerta) tuvo que retornar a China la zona ocupada por el tratado de San Petersburgo de 1881, siendo evacuada en 1883 si bien los rusos conservaron privilegios comerciales y recibió una indemnización por los gastos de empleo, además de poder mantener consulados en Kuldja y Kashghar. El Turquestán Chino fue rebautizado Sinkiang (Nueva Posesión) en 1882. En 1872 la vieja Kuljis tenía unos 7.700 habitantes (4.100 musulmanes) y hacia el 1900 de treinta mil habitantes.
Al hundirse el poder chino en Sinkiang en 1911 se formó un gobierno revolucionario de Ili. En 1912 el gobernador provincial chino Tang Tseng-hsin (1911 a 1918) consiguió atraer a los separatistas. Las fuerzas militares del consulado ruso proteger a los chinos cuando el 1912-1913 eran masacrados por los musulmanes. El 1916-1917 miles de kazajos se refugiaron en la región del Ili y Kaixgària huyendo de la opresión del zar. El gobierno de Sinkiang tuvo buenas relaciones con la Rusia Soviética y después de la ruptura entre los soviéticos y el Kuomintang en 1927, los consulados rusos en Kuljis y Kashghar siguieron abiertos. En 1928 el sucesor de Tang, Tchen Chou-jen siguió la misma política y por un tratado secreto con la Unión Soviética concedió a los rusos el derecho de tener servicios comerciales en Kuljis y otras ciudades.
En 1941 Tchang Kai Chek extendió el dominio de su gobierno al Sinkiang provocando la hostilidad de las poblaciones locales. En noviembre de 1944 los kazajos, turcos y uigures se sublevaron en la región de Ili y proclamaron a Khulja la República del Turkestán Oriental independiente del Sinkiang (el gobierno tenía sede en Urumqi), la dirección la tuvo Ahmad Djan con lo que el Kuomintang tuvo que pactar. En septiembre de 1948 los gobiernos de Urumqui y de Kuljis comenzaron a negociar con los comunistas y en diciembre se estableció un gobierno comunista en la provincia que recibió cierta autonomía en 1954.
En 1954 Khulja fue declarada capital de la prefectura autónoma kazajo del Ili y tomó el nombre oficial de I-nadie (Yining)

## Clima
Yining se encuentra en el lado norte del río ilí en la cuenca Zungaria a 70 km al este de la frontera con Kazajistán, y aproximadamente 710 km de la de Ürümqi. El valle del río ilí es mucho más húmedo que la mayor parte de Xinjiang y cuenta con ricos pastos.
Yining tiene una clima semiárido, sin la fuerte variación en las precipitaciones estacionales visto a través de la mayor parte de China. El tiempo seco y soleado domina todo el año. Los inviernos son fríos, con una media de enero de -8C. Sin embargo, la influencia de las montañas al noreste ayuda a mantener la ciudad más caliente que otras ciudades de similar latitud ubicadas más al este. Los veranos son cálidos, con un promedio de julio de 23C. La temperatura media anual es de 9C.
| Parámetros climáticos promedio de Yining (1971–2000) | Parámetros climáticos promedio de Yining (1971–2000) | Parámetros climáticos promedio de Yining (1971–2000) | Parámetros climáticos promedio de Yining (1971–2000) | Parámetros climáticos promedio de Yining (1971–2000) | Parámetros climáticos promedio de Yining (1971–2000) | Parámetros climáticos promedio de Yining (1971–2000) | Parámetros climáticos promedio de Yining (1971–2000) | Parámetros climáticos promedio de Yining (1971–2000) | Parámetros climáticos promedio de Yining (1971–2000) | Parámetros climáticos promedio de Yining (1971–2000) | Parámetros climáticos promedio de Yining (1971–2000) | Parámetros climáticos promedio de Yining (1971–2000) | Parámetros climáticos promedio de Yining (1971–2000) |
| Mes                                                  | Ene.                                                 | Feb.                                                 | Mar.                                                 | Abr.                                                 | May.                                                 | Jun.                                                 | Jul.                                                 | Ago.                                                 | Sep.                                                 | Oct.                                                 | Nov.                                                 | Dic.                                                 | Anual                                                |
| ---------------------------------------------------- | ---------------------------------------------------- | ---------------------------------------------------- | ---------------------------------------------------- | ---------------------------------------------------- | ---------------------------------------------------- | ---------------------------------------------------- | ---------------------------------------------------- | ---------------------------------------------------- | ---------------------------------------------------- | ---------------------------------------------------- | ---------------------------------------------------- | ---------------------------------------------------- | ---------------------------------------------------- |
| Temp. máx. media (°C)                                | −2.1                                                 | 0.2                                                  | 9.0                                                  | 20.4                                                 | 24.8                                                 | 28.5                                                 | 31.0                                                 | 30.4                                                 | 25.8                                                 | 18.0                                                 | 8.7                                                  | 1.3                                                  | 16.3                                                 |
| Temp. mín. media (°C)                                | −15.0                                                | −12.2                                                | −2.5                                                 | 5.8                                                  | 10.2                                                 | 14.0                                                 | 15.8                                                 | 14.1                                                 | 9.3                                                  | 2.9                                                  | −2.8                                                 | −9.5                                                 | 2.5                                                  |
| Precipitación total (mm)                             | 17.9                                                 | 19.1                                                 | 20.2                                                 | 28.0                                                 | 27.2                                                 | 28.5                                                 | 20.2                                                 | 14.2                                                 | 14.6                                                 | 26.1                                                 | 27.8                                                 | 25.0                                                 | 268.8                                                |
| Días de precipitaciones (≥ 0.1 mm)                   | 8.1                                                  | 7.6                                                  | 8.1                                                  | 7.6                                                  | 8.6                                                  | 9.1                                                  | 8.1                                                  | 6.2                                                  | 4.4                                                  | 6.7                                                  | 7.4                                                  | 8.3                                                  | 90.2                                                 |
| Horas de sol                                         | 159.7                                                | 170.9                                                | 213.8                                                | 252.2                                                | 291.5                                                | 299.6                                                | 327.4                                                | 316.0                                                | 274.8                                                | 213.8                                                | 168.6                                                | 145.7                                                | 2834                                                 |
| Humedad relativa (%)                                 | 78                                                   | 78                                                   | 70                                                   | 55                                                   | 58                                                   | 59                                                   | 56                                                   | 54                                                   | 57                                                   | 66                                                   | 74                                                   | 78                                                   | 65.3                                                 |
| Fuente: China Meteorological Administration          |                                                      |                                                      |                                                      |                                                      |                                                      |                                                      |                                                      |                                                      |                                                      |                                                      |                                                      |                                                      |                                                      |